# Jewdokija Raczkiewicz
Jewdokija Jakowlewna Raczkiewicz z d. Andrijczuk (ros. Евдокия Яковлевна Рачкевич (Андрийчук), ur. 9 grudnia?/22 grudnia 1907 we wsi Naddniestrianskoje w guberni podolskiej, zm. 7 stycznia 1975 w Moskwie) – zastępca dowódcy 46 gwardyjskiego pułku nocnych bombowców ds. politycznych, gwardii podpułkownik lotnictwa Wojskowych Sił Powietrznych ZSRR.

## Życiorys
W 1919 skończyła 4 klasy, od 1922 służyła w oddziale pogranicznym w Kamieńcu Podolskim, w 1926 została przyjęta do WKP(b). Po ukończeniu w 1928 kursów prawniczych pracowała jako sędzia ludowy, później jako zastępca prokuratora komendantury w Żytomierzu, w 1931 wyszła za mąż za komisarza pułku Pawła Raczkiewicza i przyjęła jego nazwisko.
Od 1932 służyła w Armii Czerwonej, w 1934 była instruktorem wydziału politycznego dywizji, w 1937 ukończyła Wojskową Akademię Polityczną im. W.I. Lenina i została wykładowcą w leningradzkiej wojskowej szkole łączności.
Od 16 lipca do 28 września 1941 była komisarzem szpitala polowego na Froncie Zachodnim, później komisarzem grupy lotniczej nr 122 dowodzonej przez Marinę Raskową, 6 lutego 1942 została komisarzem, następnie zastępcą dowódcy ds. politycznych 46 gwardyjskiego pułku nocnych bombowców. Ukończyła przyśpieszone kursy przysposobienia nawigatorów, podczas działań frontowych wykonała 36 lotów bojowych, bombardując siłę żywą i technikę wroga. 
Po wojnie została zdemobilizowana, 1951–1956 była instruktorem wydziału politycznego Grupy Wojsk Radzieckich w Niemczech, w 1956 zwolniona ze służby.

## Odznaczenia
- Order Czerwonego Sztandaru
- Order Wojny Ojczyźnianej I klasy
- Order Czerwonej Gwiazdy (dwukrotnie)
- Medal „Za zasługi bojowe”
- Medal jubileuszowy „W upamiętnieniu 100-lecia urodzin Władimira Iljicza Lenina”
- Medal „Za zwycięstwo nad Niemcami w Wielkiej Wojnie Ojczyźnianej 1941–1945”
- Medal „Za wyzwolenie Warszawy”
- Medal „Za zdobycie Berlina”
- Medal „Weteran pracy”
- Medal jubileuszowy „Dwudziestolecia zwycięstwa w Wielkiej Wojnie Ojczyźnianej 1941–1945”
- Medal jubileuszowy „30 lat Armii Radzieckiej i Floty”
- Medal jubileuszowy „50 lat Sił Zbrojnych ZSRR”